# バッドトリップ! 消えたNO.1セールスマンと史上最悪の代理出張
『バッドトリップ! 消えたNO.1セールスマンと史上最悪の代理出張』（ - きえたナンバーワンセールスマンとしじょうさいあくのだいりしゅっちょう、原題: Cedar Rapids）は、2011年にアメリカで製作されたコメディ映画。日本では劇場公開されずビデオスルーとなった。

## ストーリー
ウィスコンシン州の小さな田舎町ブラウンバレー（架空の町）で保険のセールスマンとして働くティムは、純朴でどこか引っ込み思案なお人好しである。そんな彼は、ある日、不慮の事故で急死したNo.1セールスマン、ロジャーの代わりに、アイオワ州シーダーラピッズで行われるアメリカ相互保険協会（ASMI）の大会に出席し、これまで3年連続受賞している「ツーダイヤモンド賞」を今年も受賞することを社長のビルから命じられる。ロジャーの代わりは無理だと断るティムだったが、親を亡くした自分を子供の頃から雇ってくれている社長への恩義から仕方なく引き受けることになる。そして当日、初めて見る大都会に戸惑うばかりのティムは、なんとか泊まることができたホテルで、同じくセールスマンであるディーンと出会う。彼はティムとは違い、とても開放的で明るく奔放な人物であった。彼を初めとする他のセールスマン達と知り合うことで、ティムは自分の中の何かが変わっていくのを感じる。ところが、ディーンらとの乱痴気騒ぎを目撃したASMIの責任者オーリンから連絡を受けた社長から受賞できなかったらクビだと言い渡される。更に、これまで自分の会社が3年連続で「ツーダイヤモンド賞」を受賞できた理由が賄賂によるものであることを知ったティムは激しいショックを受ける。そして、オーリンとの個人面談の場で、ロジャー同様、オーリンに賄賂を渡し、4年連続での受賞を決めさせる。
自分の行なった行為を恥じるティムは、知り合った娼婦のブリーとバカ騒ぎをして、ブリーの友人であるゲイリーにボコボコにされかけるが、そこに駆けつけたディーンらに救い出される。ティムらがホテルで休んでいると、社長がやってきて、4年連続での受賞が決まった自分の会社を高値で売却すること、そして売却先の考えでブラウンバレーの店は閉鎖されることを告げる。裏切られた思いのティムはディーンらに手伝ってもらい、自分の顧客から会社とは無関係にティムと契約するとの書面を得る。翌日、ツーダイヤモンド賞の授賞式の場で、ティムは自分がオーリンに賄賂を渡したことを暴露し、これにより買収は白紙になる。ティムはディーンらと再会を誓って帰路につく。
その後、ティムはディーンらと「トップ・ノッチ相互保険」を立ち上げる。

## キャスト
ティム・リッピ
演 - エド・ヘルムズ、日本語吹替 - 飛田展男
ウィスコンシン州のブラウンバレーで生まれ育った真面目な男。ブラウンスター保険のセールスマンで保険の仕事に誇りを持っている。6歳の時に製材所の事故で父を亡くし、16歳で母を亡くしている。
ディーン・ジーグラー（ディンジー）
演 - ジョン・C・ライリー、日本語吹替 - 江原正士
奔放な保険セールスマン。ティムとホテルで相部屋となる。いい加減に見えるが面倒見がいい。
ジョーン・オストロウスキ＝フォックス
演 - アン・ヘッシュ、日本語吹替 - 三石琴乃
ネブラスカ州オマハの保険セールスウーマン。既婚で子持ち。ティムと深い仲に。
ロナルド・ウィルクス（ロニマル）
演 - イザイア・ウィットロック・Jr、日本語吹替 - 菅原正志
ロナルド・ウィルクス保険を経営。ティムとホテルで相部屋となる。真面目。
ビル・クログスタッド
演 - スティーヴン・ルート、日本語吹替 - 仲野裕
創業25年のブラウンスター保険の社長。親を亡くしたティムを16歳の時から雇っている。
オーリン・ヘルゲソン
演 - カートウッド・スミス、日本語吹替 - 納谷六朗
アメリカ相互保険協会（ASMI）中西部地区支部長。キリスト教に基づく保守的価値観を重視。
ブリー
演 - アリア・ショウカット、日本語吹替 - 東條加那子
ホテル前で客を取っている娼婦。
メイシー・ヴァンダーヘイ
演 - シガニー・ウィーバー、日本語吹替 - 弥永和子
ティムの年上の恋人。ティムの子供時代の教師。半年前に離婚して自由を満喫中。ティムとは遊び。
マイク・パイル
演 - マイク・オマリー、日本語吹替 - 谷昌樹
中西部で6番目に大きな代理店を持っている男。ブラウンスター保険を買収予定。
ロジャー・レムケ
演 - トーマス・レノン、日本語吹替 - 佳月大人
ブラウンスター保険のNo.1セールスマン。窒息プレイ中の事故で急死。
ゲイリー
演 - ロブ・コードリー、日本語吹替 - 山本格
ブリーの友人。スキンヘッド。
トレント
演 - マイク・バービグリア、日本語吹替 - 青木強
ホテルのフロント係。ティムのチェックインを担当。
フライトアテンダント
演 - トレイシー・マロニー、日本語吹替 - 片貝薫
機内でティムに声をかける。
TSA係官
演 - チャーリー・サンダース、日本語吹替 - 後藤光祐
空港の係官。知人であるティムの荷物検査を担当。
演芸会MC
演 - ライザ・プリドー、日本語吹替 - 真壁かずみ
ティムの名字をリップと紹介。

## スタッフ
- 監督：ミゲル・アルテタ
- 製作：ジム・バーク、アレクサンダー・ペイン、ジム・テイラー、ブライアン・ベル
- 製作総指揮：エド・ヘルムズ
- 脚本：フィル・ジョンストン
- 音楽：クリストフ・ベック
- 撮影：チューイ・チャベス
- 編集：エリック・キサック
- 衣裳：ホープ・ハナフィン

日本語版スタッフ
字幕版
- 字幕：半田典子

吹替版
- 演出：甲斐樹美子
- 翻訳：大森久美子
- 調整：並木晃
- 制作：ブロードメディア・スタジオ

## 製作
フィル・ジョンストンによって書かれた本作の脚本は、2009年のハリウッドにおける、映画が未製作で出来がいい脚本のリストであるランクリン・レオナルドの「ブラック・リスト」に含まれていた。
アイオワ州の映画製作税控除が受けられなかったため、シーダーラピッズではなく、ミシガン州のアナーバーでロケーション撮影が行われた。ミシガン州は、アナーバーなど州の中心部に位置する地域で撮影することを条件に、42%の税控除を提供した。

## 評価

### 批評家の反応
批評家からは、非常に高評価を受けた。Rotten Tomatoesでは、154人の批評家レビューに基づき86%の支持率となり、平均点は10点中6.8点となった。有力媒体の批評から100点満点の加重平均値を導くMetacriticでは、38名の批評家を基に平均点は70%となった。